# Ceratina emigrata
Ceratina emigrata är en biart som beskrevs av Cockerell 1924. Ceratina emigrata ingår i släktet märgbin, och familjen långtungebin. Inga underarter finns listade i Catalogue of Life.